# El género ínfimo
El género ínfimo es una zarzuela, denominada pasillo, en un acto. Con libreto de los hermanos Serafín Álvarez Quintero y Joaquín Álvarez Quintero, y música de los maestros Tomás Barrera Saavedra y Joaquín Valverde Sanjuán. Se estrenó en el Teatro Apolo de Madrid, el 17 de julio de 1901.

## Comentario
Esta obra es una caricatura de los salones de variedades que desde finales del siglo XIX y los primeros años del siglo XX habían empezado a proliferar. Los Hermanos Álvarez  Quintero logran un buen dibujo de tipos, a la vez que una buena caricaturización de los números musicales de dichos espectáculos.
La música corre a cargo de Tomas Barrera y Joaquín Valverde Hijo (conocido como Quinito Valverde), que durante esos años se habían ido consolidando como los compositores claves de estos nuevos géneros, creando una música ligera y de buen efecto.

## Argumento
- Acto único

La acción transcurre en un salón de variedades en la época del estreno (1901)
En un Salón de variedades, denominado Salón Verde Botella, acuden Don Anselmo y Don Teodoro, a ver el espectáculo y a comentar, desagradablemente, sobre los números que se van desarrollando entre los comentarios y gritos de los espectadores. Primero aparecen las Hermanas Pichichi; luego viene la Bella López, que levanta una oleada de entusiasmo, repitiendo su número; toca el turno a un adivinador, el cual aprovechan para tomarle el pelo; Por último, aparece Lolita Guiños, la bailarina que termina la sesión de variedades. 
Al volver a llenarse la sala, Don Teodoro y Don Anselmo se vuelven a encontrar con sorpresa y termina la obra suplicando el aplauso al espectador.

## Números musicales
- Acto único[2]

- - Preludio

- - Canción de la mantilla: "La mujer que novio quiera"

- - Tiento de los lunares: "¡Ah! Ven y pasa por mi ventana"

- - Malagueña: "Las raíces del dolor"

- - Peteneras (Orquesta)

- - Tango (Orquesta)

## Personajes principales
- Don Anselmo, espectador y crítico moderado (actor)

- Don Teodoro, espectador y crítico agresivo (actor)

- Mr Chirrin, adivinador y mago de pega (actor)

- Hermanas Pichichi, (Lola, Pepa, Carmen) trío de cantantes (tres tiples)

- La Bella López, cupletista frívola (soprano)

- Lolita Guiños, bailarina y cupletista (tiple)